# Piaractus
Piaractus is een geslacht van straalvinnige vissen uit de familie van de echte piranha's (Serrasalmidae).

## Soorten
- Piaractus brachypomus (Cuvier, 1817)
- Piaractus mesopotamicus (Holmberg, 1887)